# الخيل في سوريا
يرتبط الخيل في سوريا بشكل رئيسي إلى سلالة الخيول العربية الأصيلة. وهي موجودة في سوريا منذ زمن طويل، وتربى في مناطق حوران وجبل الدروز وسهل عكار.

## تاريخ
تحظى الخيول تاريخياً بشعبية كبيرة في سوريا. كان جنوب سوريا في بداية القرن العشرين، أراضي اتحاد القبائل العربية لمربي الخيول. وسكان البادية السورية هم في الأساس من ممارسين الفروسية.
الحصان العربي الشهير، الذي يُعرف من رسائل صاحبه الإنجليزي توماس دارلي الذي أبلغ عن صعوبة في نقله إلى إنجلترا، ولد في مارس أو أبريل 1700 بين مربي البدو على الأرجح في الصحراء المحيطة بتدمر.
انضمت سوريا إلى المنظمة العالمية للخيول العربية (واهو) في عام 1989، ثم أنشأت الجمعية السورية للخيول العربية التابعة للواهو في عام 2003. وشهدت هذه الجمعية عصرها الذهبي من عام 2004 إلى عام 2010.
وفي أبريل 2019، كان السوريين يعانو من أزمة خانقة ونقص كبير في مادة البنزين، وذلك ما دفعهم إلى التخلي عن مركباتهم التي تعمل بالبنزين واللجوء إلى عربات الجر التي تجرها الخيول. وخاصة في العاصمة دمشق وبحسب وكالة فرانس برس، فإن تنظيم مهرجان للخيول العربية في دمشق عام 2019، يعد رمزًا لنهاية الحرب ضد تنظيم الدولة الإسلامية، وعودة الحياة إلى طبيعتها.

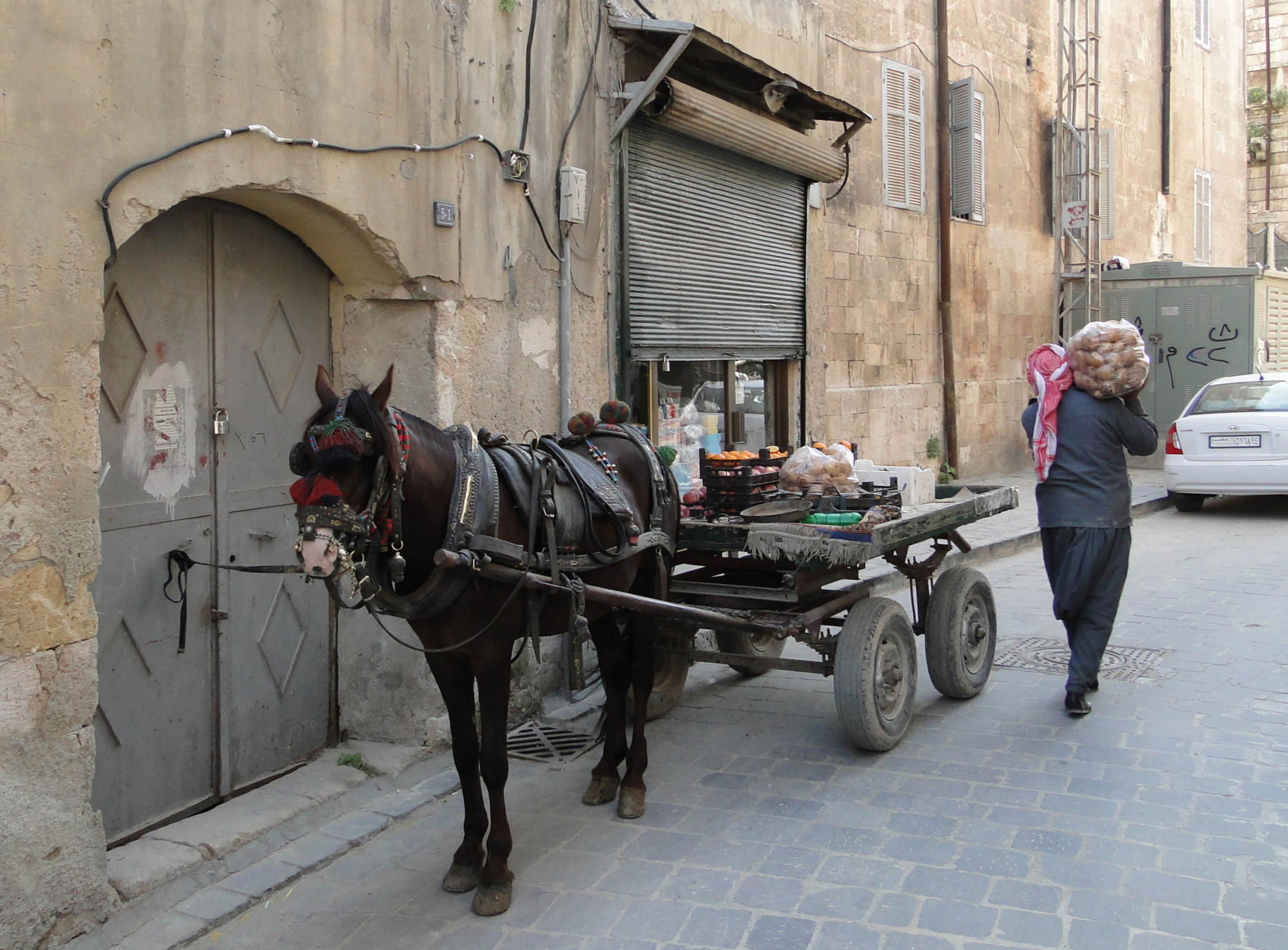
عربة تجرها الخيول في حلب عام 2010.

وعادت سباقات الخيل إلى الظهور مرة أخرى منذ انتهاء الحرب ضد تنظيم الدولة الإسلامية عام 2019. كما تنظم سوريا مسابقات نماذج الرسن والماشية (العروض)، وسباقات التحمل.

## تربية
وفقًا للمهندس الزراعي الفرنسي فيليب باربي دي بريودو (1987)، كانت تربية الماشية السورية تتم بشكل رئيسي في هضبة حوران، وفي جبل الدروز، وفي سهل عكار.
وفي الجزيرة السورية: العديد من المرابط التي تعنى بالخيوط وأرسانها منها: مربط كحيلة الهنوف للخيول العربية الاصيلة

## السلالات
وسوريا عضو في منظمة الواهو، وتحتفظ بكتاب أنساب للسلالة العربية، حيث بلغ عدد 8 388 خيل. تخضع هذه الخيول لاختبار الحمض النووي واختبار النسب.
تسرد قاعدة بيانات DAD-IS سلالتين محددتين خاصتين بسوريا، العربي والعربي السوري.

## الأمراض والطفيليات
وتشهد النصوص البيطرية باللغة الأوغاريتية على الأهمية التي أعطيت بسرعة لصحة الحصان.